# Ysby distrikt
Ysby distrikt är ett distrikt i Laholms kommun och Hallands län. 
Distriktet ligger sydost om Laholm. 

## Tidigare administrativ tillhörighet
Distriktet inrättades 2016 och utgörs av socknen Ysby i Laholms kommun.
Området motsvarar den omfattning Ysby församling hade vid årsskiftet 1999/2000.